# 錫普爾島
錫普爾島（英語：Siple Island）是南極洲的島嶼，位於瑪麗伯德地，面積6,390平方公里，島上的休眠盾狀火山錫普爾山高度海拔3,110米，是全世界島嶼最高點中排名17，整個島嶼的土地被冰雪覆蓋。